# Sen Alicji, czyli jak działa mózg
Sen Alicji, czyli jak działa mózg – książka popularnonaukowa dla dzieci autorstwa Jerzego Vetulaniego i Marii Mazurek, z ilustracjami Marcina Wierzchowskiego, wydana w 2017 roku przez Mando, markę Wydawnictwa WAM. Książka uzyskała pozytywne recenzje i w przeciągu roku od premiery sprzedała się na polskim rynku w nakładzie czterdziestu tysięcy egzemplarzy. Została przełożona na siedem języków.

## Treść
Alicja we śnie zaczyna rozmowę ze swoim mózgiem, który zaprasza dziewczynkę do podróży w głąb jej ciała. Przez dalszą część Alicja i mózg prowadzą ze sobą żywy dialog. Alicja jest słuchaczem wykładu, jaki o sobie samym daje mózg. Mózg wyjaśnia, co i jak jest w nim uporządkowane; prezentuje układy funkcjonalne, w jakie zgrupowane są neurony w różnych jego obszarach. Wśród poruszanych tematów są między innymi: emocje, procesy poznawcze, pamięć, hormony, sen oraz jego fazy, religia.

## Wydanie
Książka Sen Alicji, czyli jak działa mózg ukazała się w Polsce 22 listopada 2017, ponad pół roku po śmierci Jerzego Vetulaniego. Została wydana w sztywnej oprawie. Karty składu wydrukowano na matowym papierze. Tekst został zilustrowany dużymi planszami objaśniającymi działanie, funkcje, rozwój i historię ludzkiego mózgu.
Sen Alicji, czyli jak działa mózg stała się na polskim rynku wydawniczym bestsellerem, uzyskując do października 2018 roku sprzedaż w nakładzie ponad czterdziestu tysięcy egzemplarzy.

## Przekłady
Książka Sen Alicji, czyli jak działa mózg została przełożona na siedem języków:
- przekład czeski pod tytułem Alenčin sen aneb Jak funguje mozek? ukazał się nakładem wydawnictwa Host (2018)[4];
- przekład rosyjski pod tytułem Сон Алисы, или Как работает твой мозг ukazał się na rynku białoruskim nakładem wydawnictwa Popuri (2019)[5];
- przekład niemiecki pod tytułem Avas Traum oder wie das Gehirn funktioniert ukazał się na rynku szwajcarskim nakładem wydawnictwa Helvetiq (2019)[6][7];
- przekład francuski pod tytułem Le rêve d'Alice ou comment le cerveau fonctionne ukazał się również na rynku szwajcarskim nakładem wydawnictwa Helvetiq (2019)[8][9];
- przekład hiszpański pod tytułem El sueño de Alicia. Como funciona el cerbero ukazał się nakładem Grupo de Comunicación Loyola (2019)[10];
- przekład ukraiński pod tytułem Сон Аліси, або Як працює мозок ukazał się nakładem wydawnictwa Vivat (2020)[11][12];
- przekład koreański ukazał się pod tytułem 뇌 과학 나라의 앨리스  (2023)[13][14][15].

## Odbiór

### Recenzje wydania oryginalnego
Patronat nad Snem Alicji objęła Fundacja Uniwersytet Dzieci. Książkę pozytywnie zrecenzowali Grzegorz Kasdepke i Michał Rusinek, a wśród „lektur polecanych” umieścili ją organizatorzy Tygodnia Mózgu w Bydgoszczy i Toruniu w 2022.
Wśród opinii opublikowanych w recenzjach w prasie oraz portalach internetowych znalazły się opinie pozytywne. Anna Anzulewicz na łamach Kultury Liberalnej stwierdziła, że Sen Alicji, czyli jak działa mózg to „jedna z najlepszych książek popularnonaukowych dla dzieci, jakie pojawiły się na polskim rynku wydawniczym”. Jej opinię podzieliła Dorota Majcher w recenzji na portalu skierowanym do nauczycieli. Dodatkowo w ocenie Anny Azulewicz Sen Alicji to „przepiękna, bogato ilustrowana, przystępna i zabawna książka”. Według recenzentki autorzy „połączyli bardzo interesującą warstwę merytoryczną z absolutnie zachwycającą stroną graficzną”.
Katarzyna Domin na łamach Galicyjskiej Gazety Lekarskiej zauważyła, że choć Sen Alicji, czyli jak działa mózg „poświęcona została zagadnieniom związanym z neuronauką, jest fascynującą, dowcipną, napisaną zrozumiałym językiem opowieścią o Alicji odwiedzającej nie Krainę Czarów, lecz poszczególne zakątki własnego mózgu”, i „wyjaśnia młodemu człowiekowi mechanizmy mające wpływ na jego zachowanie”, zaś „autorzy tłumaczą (...) dzieciom, jak bardzo chłonny w ich wieku jest mózg i dlaczego tak ważne jest, by karmić go zróżnicowanymi i wartościowymi treściami”.
Paulina Zaborowska na łamach czasopisma Reflektor wyraziła opinię, że „książka prof. Vetulaniego to dzieło wspaniałe”, „książka dla dzieci, których interesuje biologia i mechanizmy zachodzące w naszym organizmie. Sądzę, że rodzicom również się spodoba i uzupełni naszą wiedzę”.
Aleksandra Cabaj na portalu Kulturatka.pl oceniła, że „książka napisana jest prostym językiem, zrozumiałym dla dzieci, wykorzystującym słownictwo, jakim posługują się najmłodsi. Oczywiście, nie brakuje również fachowego nazewnictwa jak serotonina, oksytocyna czy homo sapiens. Wszystkie są jednak wytłumaczone w jasny i klarowny sposób na zasadzie porównań do zjawisk i postaci, jakie znają dzieci. (...) Podróż po ludzkim organizmie została zilustrowana barwnymi i wesołymi obrazkami. Dzięki nim, młody czytelnik będzie mógł przyswoić sobie wygląd poszczególnych organów ciała, ale również się z nimi zaprzyjaźnić. (...) Może się okazać, że po przeczytaniu [książki] obudzi w sobie smykałkę do neurobiologii niejeden przyszły naukowiec. Każdy mały czytelnik natomiast na pewno zafascynuje się pełnym jeszcze zagadek do odkrycia ludzkim organizmem sterowanym przez mózg!”.
Z kolei recenzentka portalu Mataja.pl napisała o Śnie Alicji, czyli jak działa mózg: „Cóż to jest za perła. (...) Jak oni to tłumaczą! Jak pięknie, smakowicie i… zrozumiale”, i stwierdziła, że to jedna z jej ulubionych książek dla dzieci. Negatywną recenzję książki opublikowała Jowita Marzec na łamach portalu LubimyCzytac.pl. W jej ocenie autorzy książki użyli nietrafionych porównań, zbyt skomplikowanego słownictwa, niezrozumiałego dla dziecka, a także powielili seksistowskie schematy na temat mózgu i płci.
Sen Alicji znalazł się wśród lektur polecanych przez organizatorów Tygodnia Mózgu w Bydgoszczy w 2023

### Recenzje przekładów
Recenzentka szwajcarskiego dziennika Le Temps, Marie-Pierre Genecand uznała, że „powiedzieć, że Sen Alicji, czyli jak działa mózg (...) jest pouczająca, to mało”; „Przy tej obszernej prezentacji mózgu autorzy postawili poprzeczkę wysoko. Ale dzięki jasnym i radosnym rysunkom Marcina Wierzchowskiego przeprawa jest żywa, jeśli nie łatwa. Dorośli, tak samo jak dzieci, kończą lekturę z poszerzoną wiedzą”.
Niemiecki pisarz, publicysta i pedagog Martin Textor zaopiniował: „Przeczytałem wiele książek popularnonaukowych dla dzieci, ale ta napisana przez biochemika, psychofarmakologa i neurobiologa Jerzego Vetulaniego wraz z dziennikarką Marią Mazurek i zaprojektowana graficznie przez ilustratora Marcina Wierzchowskiego książka obrazkowa dla dzieci od ósmego roku życia jest zdecydowanie najlepsza z nich wszystkich! (...) Książka ta jest również wysoce interesująca dla starszych uczniów, nastolatków i dorosłych. Może ona z czystym sumieniem zostać polecona rodzicom jako prezent dla ich pociech i powinna być dostępna w każdej szkolnej, świetlicowej czy dziecięcej bibliotece”.
Entuzjastyczną recenzję opublikował niemiecki dziennik Oberhessische Zeitung: „Nie jest oczywistością, że naukowcy odnajdują się jednocześnie w roli gawędziarzy i wykładają skomplikowane zagadnienia przejrzyście i zajmująco, by trafić nawet do najmłodszych czytelników. W taki przystępny sposób nie tylko budzą ich zainteresowanie, ale i dostarczają przyjemności. Jerzy Vetulani, biochemik, psychofarmakolog i neurobiolog jednak to potrafi: Sen Alicji, czyli jak działa mózg umożliwia fascynujący wgląd w to, jak funkcjonuje ludzki mózg. Naukowiec razem z Marią Mazurek wszystkie te informacje zawarł w historii snu. Podczas gdy mała Alicja śpi i śni, mózg mówi jej wszystko, co potrzebuje i musi wiedzieć – o strukturze, zadaniach i pracy mózgu, o związkach, informacjach, reakcjach i odniesieniach do funkcji życiowych, o instynkcie, świadomości, emocjach, różnych typach pamięci, myślach, uczuciach, języku. Teksty dydaktyczne zostały podzielone na mniejsze zagadnienia, które korespondują z luźno rozrzuconymi na przestrzeni książki oryginalnymi, jednak przejrzyście skomponowanymi wyjaśnieniami naukowymi i dowcipnymi ilustracjami postaci. Wszystko razem stanowi przyjemność dla oka i dla umysłu”.
Książka była prezentowana podczas nadreńskiego festiwalu czytelnictwa dla dzieci i młodzieży Käpt‘n Book w 2021 w miastach Bonn, Troisdorf, Düsseldorf, Nümbrecht.
W 2023 Jang Dong-seon, naukowiec zajmujący się mózgiem, profesor w Centrum Edukacji Twórczej Konwergencji Uniwersytetu Hanyang, dyrektor generalny Curious Brain Research Institute powiedział o Śnie Alicji: „Bardzo się cieszę, że mam książkę o mózgu, którą mogę polecić moim dzieciom”. Wypowiedź została wykorzystana przez wydawcę przy wydaniu koreańskiego przekładu książki.

### Nagrody i wyróżnienia
Sen Alicji, czyli jak działa mózg otrzymała dwie Nagrody Konkursu „Mądra Książka Roku” dla najlepszej popularnonaukowej książki roku, przyznawane przez Uniwersytet Jagielloński i Fundację Popularyzacji Nauki im. Euklidesa, w kategoriach: nagroda społeczności akademickiej UJ oraz nagroda internautów.

## Adaptacje
W maju 2021 ukazało się słuchowisko Sen Alicji, czyli jak działa mózg zrealizowane przez zespół Teatru im. Juliusza Słowackiego w Krakowie, w reżyserii Jakuba Roszkowskiego, z udziałem m.in. Lidii Bogaczówny i Tomasza Augustynowicza.

## Kontynuacje
Po sukcesie wydawniczym książki Sen Alicji, czyli jak działa mózg ukazały się nakładem Mando kolejne książki popularnonaukowe dla dzieci o przygodach tytułowej bohaterki Alicji. Książki te, ilustrowane przez Marcina Wierzchowskiego, zostały napisane przez Marię Mazurek wraz ze współautorami:
- Alicja w krainie przyszłości, czyli jak działa sztuczna inteligencja (z Ryszardem Tadeusiewiczem), 2019;
- Uczucia Alicji, czyli jak poznać siebie (z Ewą Woydyłło), 2020;
- Brzuch Alicji czyli kupa prawdy o trawieniu (z Mikołajem Sporadykiem), 2022.